# I'm Not a Girl, Not Yet a Woman
I'm Not a Girl, Not Yet a Woman är Britney Spears andra video från albumet Britney från 2001. Låten är skriven av Max Martin, Rami och Dido Armstrong och utkom på singel 2002.
Låten fanns också med i filmen Crossroads där Britney Spears spelade den tveksamma Lucy som sjunger om att inte längre vara en flicka och inte heller en kvinna.